# یواس‌اس ویچیتا (سی‌ای-۴۵)
یواس‌اس ویچیتا (سی‌ای-۴۵) (به انگلیسی: USS Wichita (CA-45)) یک کشتی بود که طول آن ۶۰۸ فوت ۴ اینچ (۱۸۵٫۴۲ متر) بود. این کشتی در سال ۱۹۳۷ ساخته شد.